# SN 393
SN 393 est le nom d'un événement considéré comme une probable supernova ayant été observée en l'an 393 par des astronomes chinois. L'observation de cet événement avait été cataloguée selon la coutume de l'époque sous le nom d'« étoile invitée ».

## Témoignages historiques
Deux sources historiques font mention de cette étoile invitée : le Jinshu et le Songshu. Ceux-ci font un récit quasi identique du phénomène et sont probablement issus de la même source, aujourd'hui disparue. La partie astronomique du témoignage (qui selon les coutumes de l'époque était toujours accompagné de son interprétation astrologique) indique :
« Dans 18e année de la période Taiyuan du règne de l'empereur Jin Xiaowudi, lors du second mois lunaire, une étoile invitée est apparue dans Wei. Elle est restée jusqu'au neuvième mois lunaire, où elle s'est éteinte. »
La chronologie du monde chinois permet de dater précisément ce témoignage à l'année 393, le second mois lunaire correspondant à la période s'étalant du 27 février au 28 mars, et le neuvième mois du 22 octobre au 19 novembre. La raison de la longueur de l'intervalle entre le deuxième et le neuvième mois provient de l'ajout cette année-là d'un mois intercalaire au calendrier luni-solaire en vigueur dans l'empire chinois.

## Interprétation
Dans le cas le plus défavorable, l'étoile invitée est restée visible de fin mars à fin octobre, soit plus de 200 jours. Cela invalide l'hypothèse que cet événement ait correspondu à une comète. La distinction entre une nova et une supernova, seules autres explications possibles d'un évènement de type étoile invitée, est plus difficile à établir. Le témoignage mentionne que l'événement s'est produit dans Wei. Wei correspond ici au nom d'une loge lunaire, c'est-à-dire une bande d'ascension droite, et d'un astérisme situé dans la constellation du Scorpion, correspondant à la queue de l'animal selon le découpage occidental de la constellation. Si le témoignage se réfère à la loge lunaire, la latitude galactique n'est pas précisée, et l'événement a peu de chances de s'être produit dans le plan galactique. Dans un tel cas, il ne serait pas possible d'associer l'événement à une supernova. Si le témoignage se réfère à l'astérisme associé à la loge lunaire, alors, celui-ci étant exactement dans le plan galactique, une interprétation de type supernova est largement plus probable. La seule indication permettant de trancher entre ces deux hypothèse est le terme dans (« zhong »), qui suggère fortement que l'on parle de l'astérisme, dont les étoiles forment un polygone convexe.
Un problème avec l'interprétation de l'astérisme vient de ce que lors du neuvième mois lunaire, la proximité du Soleil rendait l'observation de cette région du ciel impossible. Sauf à imaginer que l'astre ait été très brillant, auquel cas la proximité du Soleil n'empêchait pas son observation, la période du neuvième mois comme époque de dernière visibilité est difficilement envisageable. Les erreurs d'un mois ne sont pas rares dans les comptes-rendus d'observations de l'époque (comme attesté par l'étude des mentions des conjonctions planétaires qui peuvent être datées précisément). Dans l'hypothèse où le mois de dernière visibilité est en fait le huitième mois lunaire, il est possible de rendre cohérent l'ensemble du témoignage, qui suggère fortement une interprétation de supernova.

## Identification du rémanent
La région de l'astérisme Wei, proche du centre galactique, est très riche en rémanents de supernova. Même en ne gardant que les rémanents qui ont toutes les caractéristiques de rémanents jeunes, il reste deux rémanents possibles, SNR G348.5+00.1 et SNR G348.7+00.3. Ces deux rémanents sont estimés être à une distance de 10,2 ± 3,5 kpc (∼33 300 al), déduite de la mesure de l'absorption de l'hydrogène neutre. Cette mesure de distance, allié à la taille angulaire de ces objets et à leur vitesse d'expansion typique (≤ 10 000 km/s, voir Rémanent de supernova) peut être rendue compatible avec l'âge de la supernova si l'on considère la fourchette basse de l'estimation de distance. Cette valeur basse de distance est rendue nécessaire pour expliquer l'observation à l'œil nu de tels évènements. 

Une autre hypothèse, proposée par Z. R. Wang, est que le rémanent soit en fait RX J1713.7-3946 (également nommé SNR G347.3-00.5). Pour réconcilier sa taille angulaire avec l'âge du rémanent, il faudrait que celui-ci soit situé à une distance de 1,1 kpc. D'autres auteurs font cependant remarquer que ce rémanent pourrait être associé à une région HII et des nuages moléculaires, dont la distance est estimée à 6 kpc, rendant dans ce cas l'association du rémanent avec cet évènement car sa taille réelle serait alors trop grande. 

En tout état de cause, l'identification du rémanent est aujourd'hui impossible du fait du nombre important de candidats et des incertitudes dans leurs mesures de distance. La nature de supernova de cet évènement semble en revanche bien plus solidement établie, bien que non certaine en l'absence d'un seul et unique candidat de rémanent.

## Source
- (en) Francis Richard Stephenson et David A. Green, Historical supernovae and their remnants, Oxford, Oxford University Press, 2002, 252 p. (ISBN 0198507666), pages 184 à 186.